# Dasymys montanus
Dasymys montanus là một loài động vật có vú trong họ Chuột, bộ Gặm nhấm. Loài này được Thomas mô tả năm 1906.

## Hình ảnh

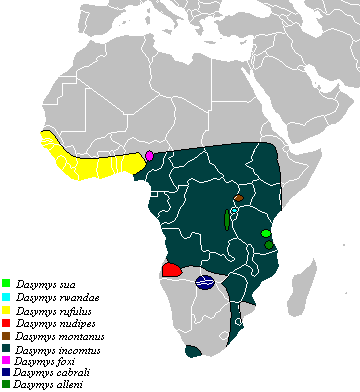